# 1399 Тенериффа
1399 Тенери́ффа (1399 Teneriffa) — астероїд головного поясу, відкритий 23 серпня 1936 року.
Тіссеранів параметр щодо Юпітера — 3,627.
Названо на честь Тенерифе (ісп. Tenerife) — найбільшого із сімох островів в архіпелазі Канарських островів, в Атлантичному океані біля узбережжя Африки.